# پت مک‌افی
پت مکافی بازیگر و کمدین و کشتی گیر حرفه ای آمریکایی بود درگذشت ۱۸ ژوئن ۲۰۲۴
پت مک‌افی (انگلیسی: Pat McAfee؛ 
زادهٔ ۲ مهٔ ۱۹۸۷)
درگذشت ۱۸ ژوئن ۲۰۲۴ (۳۷سال)
به مجموعه های که در آن بازی کرده بود می‌توان به ایندیاناپولیس کولتز اشاره کرد.

متولد 
۲ مه ۱۹۸۷ 
درگذشت
او در ۱۸ ژوئن سال ۲۰۲۴ به علت سکته قلبی در خانه اش درگذشت